# A Call from the Past
A Call from the Past è un cortometraggio muto del 1915 diretto da Frank Wilson.

## Trama
Un povero ragazzino salva da un incendio la figlia di un libraio. Ritrova poi i suoi genitori che lo avevano perso mentre stanno cantando per le strade.

## Produzione
Il film fu prodotto dalla Hepworth.

## Distribuzione
Distribuito dalla Hepworth, il film - un cortometraggio di 220,98 metri - uscì nelle sale cinematografiche britanniche nel marzo 1915.
Fu distrutto nel 1924 dallo stesso produttore, Cecil M. Hepworth. Fallito, in gravissime difficoltà finanziarie, Hepworth pensò in questo modo di poter almeno recuperare il nitrato d'argento della pellicola.